# خورشیدگرفتگی ۳۱ مارس ۲۰۹۰
خورشیدگرفتگی ۳۱ مارس ۲۰۹۰ (به انگلیسی: Solar eclipse of March 31, 2090) یک خورشیدگرفتگی از نوع خورشیدگرفتگی جزئی است. این خورشیدگرفتگی در تاریخ ۳۱ مارس ۲۰۹۰ میلادی (‎۱۲ فروردین ۱۴۶۹ خورشیدی) روی خواهد داد که زمان اوج آن، ساعت ۳:۳۸:۰۸ به‌وقت ساعت هماهنگ جهانی است.